# Helmut Fath
Helmut Fath (Ursenbach, 24 maggio 1929 – Heidelberg, 19 giugno 1993) è stato un pilota motociclistico tedesco.

## Carriera
Nato in un borgo del Baden-Württemberg, dopo le scuole elementari frequentò un corso di meccanica all'Istituto Kaiser Wilhelm di Heidelberg. Nel 1948 iniziò a correre nei sidecar, aggiogando un carrozzino ad una BMW; la sua prima vittoria fu nel 1952, a Lorsch.
Nel 1954 Fath ottenne la licenza internazionale, e l'anno successivo esordì nel Motomondiale. Il primo podio fu al GP di Germania 1956, terminato al terzo posto in coppia con Emil Ohr. Quell'anno il tedesco fu ottavo nel Mondiale e primo tra i privati. Dalla stagione '58 Fath ottenne dalla BMW una fornitura di motori Rennsport bicilindrici boxer, grazie ai quali fu terzo a fine stagione (con Fritz Rudolf come passeggero) e quinto la stagione seguente.
Il 1960 fu l'anno della consacrazione di Fath a campione del Mondo, con quattro vittorie (Francia, Tourist Trophy, Belgio e Germania Ovest) ottenute insieme ad Alfred Wohlgemuth, suo passeggero dall'anno prima. Il 1961 vedeva la coppia tedesca come favorita per il titolo, ma dopo aver vinto la gara inaugurale in Spagna, durante una gara non iridata al Nürburgring ebbe un incidente nel quale Wohlgemuth morì sul colpo e Fath fu gravemente ferito.
In seguito all'incidente Fath vendette tutto il suo materiale, e non tornò alle corse fino al 1966, quando si presentò al GP della Germania Ovest, ad Hockenheim, con un sidecar costruito totalmente da lui, sia per quanto riguardava il telaio che per il motore, un quattro cilindri in linea bialbero battezzato URS, dalla sua città natale. Il debutto del nuovo motore fu poco fortunato (ritiro dopo tre giri). Lo sviluppo del nuovo motore durò per tutta la stagione '67, anche in una versione "sciolta", la quale andò per la prima volta a punti al GP dell'Ulster di quell'anno, con in sella il britannico John Blanchard.
Nel 1968 il nuovo motore portò di nuovo Fath (accompagnato da Wolfgang Kalauch) all'iride, con tre vittorie. Per la prima volta nella storia del Mondiale, un pilota portò alla vittoria un mezzo di sua concezione. Oltre al Campionato del Mondo, Fath vinse anche il campionato tedesco (come già nel '60). Nel 1969 Fath potrebbe ripetersi, ma un nuovo incidente durante una gara internazionale a Keimola glielo impedirà. Ritiratosi dalle corse nel 1970, Fath si metterà in società con Friedl Münch, piccolo costruttore tedesco noto per la Mammut, motocicletta spinta da un motore automobilistico NSU.
Sciolta la società con Münch, Fath si dedicò all'attività di preparatore di motori a due tempi. Tra i suoi primi clienti vi fu Phil Read, che con una Yamaha TD preparata da Fath vinse il titolo 1971 della 250. Nel 1974 Fath presentò un nuovo motore, un quattro cilindri boxer due tempi, il quale ottenne diverse vittorie con Werner Schwärzel nel biennio 1977-1978. Dopo quest'esperienza tornò all'attività di elaboratore, seguendo, tra gli altri, Reinhold Roth, Martin Wimmer e Jochen Schmid.
Fath morì di cancro nel 1993, a 64 anni.

## Risultati nel motomondiale
| 1956 | Classe  | Moto |  |   |   |   |   |   |  |  |  |  |  |  |  | Punti | Pos. |
| ---- | ------- | ---- |  | - | - | - | - | - |  |  |  |  |  |  |  | ----- | ---- |
| 1956 | Sidecar | BMW  |  | - | 5 | 3 | - | 7 |  |  |  |  |  |  |  | 6     | 7º   |

| 1957 | Classe  | Moto |   |  |   |   |   |   |  |  |  |  |  |  |  | Punti | Pos. |
| ---- | ------- | ---- | - |  | - | - | - | - |  |  |  |  |  |  |  | ----- | ---- |
| 1957 | Sidecar | BMW  | - |  | - | - | - | 8 |  |  |  |  |  |  |  | 0     |      |

| 1958 | Classe  | Moto |     |   |   |   |    |    |    |  |  |  |  |  |  | Punti | Pos. |
| ---- | ------- | ---- | --- | - | - | - | -- | -- | -- |  |  |  |  |  |  | ----- | ---- |
| 1958 | Sidecar | BMW  | Rit | 3 | 3 | - | NE | NE | NE |  |  |  |  |  |  | 8     | 3º   |

| 1959 | Classe  | Moto |   |   |   |   |   |    |    |    |  |  |  |  |  | Punti | Pos. |
| ---- | ------- | ---- | - | - | - | - | - | -- | -- | -- |  |  |  |  |  | ----- | ---- |
| 1959 | Sidecar | BMW  | 4 | 4 | - | 3 | - | NE | NE | NE |  |  |  |  |  | 10    | 5º   |

| 1960 | Classe  | Moto |   |   |   |   |   |    |    |  |  |  |  |  |  | Punti | Pos. |
| ---- | ------- | ---- | - | - | - | - | - | -- | -- |  |  |  |  |  |  | ----- | ---- |
| 1960 | Sidecar | BMW  | 1 | 1 | 2 | 1 | 1 | NE | NE |  |  |  |  |  |  | 24    | 1º   |

| 1961 | Classe  | Moto |   |  |  |  |  |  |    |    |    |    |    |  |  | Punti | Pos. |
| ---- | ------- | ---- | - |  |  |  |  |  | -- | -- | -- | -- | -- |  |  | ----- | ---- |
| 1961 | Sidecar | BMW  | 1 |  |  |  |  |  | NE | NE | NE | NE | NE |  |  | 8     | 7º   |

| 1966 | Classe  | Moto |    |     |   |   |   |    |    |    |    |   |    |    |  | Punti | Pos. |
| ---- | ------- | ---- | -- | --- | - | - | - | -- | -- | -- | -- | - | -- | -- |  | ----- | ---- |
| 1966 | Sidecar | URS  | NE | Rit | - | - | - | NE | NE | NE | NE | - | AN | NE |  | 0     |      |

| 1967 | Classe  | Moto |     |   |     |     |     |   |    |    |   |    |   |    |    | Punti | Pos. |
| ---- | ------- | ---- | --- | - | --- | --- | --- | - | -- | -- | - | -- | - | -- | -- | ----- | ---- |
| 1967 | Sidecar | URS  | Rit | - | Rit | Rit | Rit | - | NE | NE | - | NE | - | NE | NE | 0     |      |

| 1968 | Classe  | Moto |   |    |   |   |     |    |    |   |    |    |  |  |  | Punti | Pos. |
| ---- | ------- | ---- | - | -- | - | - | --- | -- | -- | - | -- | -- |  |  |  | ----- | ---- |
| 1968 | Sidecar | URS  | 1 | NE | 4 | 5 | Rit | NE | NE | 1 | NE | NE |  |  |  | 27    | 1º   |

| 1969 | Classe  | Moto |    |     |   |   |   |   |    |    |     |  |    |    |  | Punti | Pos. |
| ---- | ------- | ---- | -- | --- | - | - | - | - | -- | -- | --- |  | -- | -- |  | ----- | ---- |
| 1969 | Sidecar | URS  | NE | Rit | 1 | 3 | 1 | 1 | NE | NE | Rit |  | NE | NE |  | 55    | 2º   |

| Legenda | 1º posto        | 2º posto            | 3º posto            | A punti      | Senza punti        | Grassetto – Pole position Corsivo – Giro più veloce |
| Legenda | Gara non valida | Non qual./Non part. | Ritirato/Non class. | Squalificato | '-' Dato non disp. | Grassetto – Pole position Corsivo – Giro più veloce |